# U-378
U-378 — средняя немецкая подводная лодка типа VIIC времён Второй мировой войны.

## История
Заказ на постройку субмарины был отдан 16 октября 1939 года. Лодка была заложена 3 мая 1940 года на верфи Ховальдсверке, Киль, под строительным номером 9, спущена на воду 13 сентября 1941 года, вошла в строй 30 октября 1941 года под командованием капитан-лейтенанта Альфреда Хошатта.

### Командиры
- 30 октября 1941 года — 11 октября 1942 года Альфред Хошатт
- 18 июня 1942 года — 10 сентября 1942 года Петер Шреве
- 10 сентября 1942 года — 11 октября 1942 года капитан-лейтенант Ганс-Юрген Зетцше (и. о.)
- 12 октября 1942 года — 20 октября 1943 года капитан-лейтенант Эрих Мюдер

### Флотилии
- 30 октября 1941 года — 28 февраля 1942 года — 8-я флотилия (учебная)
- 1 марта 1942 года — 30 июня 1942 года — 3-я флотилия
- 1 июля 1942 года — 30 апреля 1943 года — 11-я флотилия
- 1 мая 1943 года — 20 октября 1943 года — 3-я флотилия

### История службы

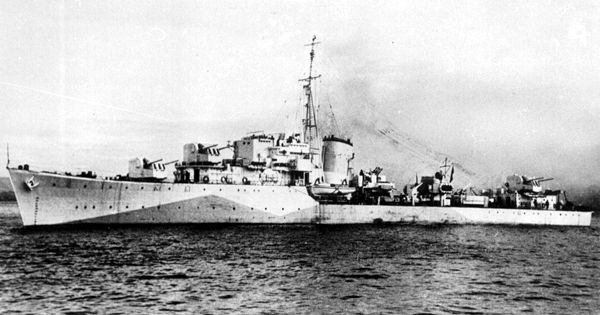
Польский эсминец ORP Orkan потопленный лодкой

Лодка совершила 11 боевых походов, потопила один военный корабль водоизмещением 1920 тонн. Потоплена 20 октября 1943 года в Северной Атлантике, в районе с координатами 47°40′ с. ш. 28°27′ з. д. глубинными бомбами с самолётов типа «Эвенджер» и «Уайлдкэт» с американского эскортного авианосца USS Core. 48 погибших (весь экипаж).

### Волчьи стаи
U-378 входила в состав следующих «волчьих стай»:
- Star 28 апреля — 4 мая 1943
- Fink 4 — 6 мая 1943
- Leuthen 6 сентября — 24 сентября 1943

### Атаки на лодку
- 29 марта 1942 года U-378 была атакована британским эсминец HMS Fury в районе с координатами 72°15′ с. ш. 34°22′ в. д.HGЯO. Лодка не получила повреждений. Ранее считалось, что в результате этой атаки погибла U-585.
- 13 октября 1943 года лодка была безуспешно атакована самонаводящейся торпедой Fido с самолёта типа «Эвенджер».